# Cécile Cassel
Cécile Crochon (Paris, 25 de junho de 1982), é uma atriz francesa, filha de Anne Cèlérier e de Jean-Pierre Cassel. É meio-irmã de Mathias aka Rockin' Squat e do ator Vincent Cassel.
Estreou no teatro na Compagnie des Sales Gosses. Em 2000, aos 18 anos, estreou na televisão com o filme Le grand Patron. Estreou no cinema em 2002 com Vivante, onde atuou com Vahina Giocante.
Por ser fluente em inglês, fez participações em seriados estadunidenses, como Sex and the City.
Em 2004, participou de Head in the Clouds, com Charlize Theron e Penélope Cruz. Em 2005, atuou na comédia Ma vie en l'air (Minha vida no ar), de Rémi Bezançon, ao lado de Marion Cotillard e de Vincent Elbaz.

## Filmografia
- 2014 - Paris A Tout Prix de Reem Kherici : Alexandra
- 2011 - Nuit bleue de Ange Leccia
- 2011 - Toi, moi, les autres de Audrey Estrougo : Alexandra
- 2009 - My last five girlfriends de Julian Kemp : Rhona
- 2009 - Barbarossa de Renzo Martinelli
- 2009 - Je vais te manquer de Amanda Sthers
- 2008 - Ex de Fausto Brizzi : Monique
- 2008 - Le premier jour du reste de ta vie de Rémi Bezançon : Prune
- 2007 - Les Amours d'Astrée et de Céladon de Éric Rohmer :  Léonide
- 2007 - Acteur
- 2007 - J'ai plein de projets
- 2006 - O Jerusalem .... Jane
- 2005 - Foon .... uma estudante
- 2005 - Ma vie en l'air .... Clémence
- 2004 - Head in the Clouds .... Céline Bessé
- 2004 - Pour le plaisir .... Mireille
- 2004 - Sex and the City (1 episódio) .... Chloé Petrovsky
- 2004 - Sem Ela .... Punky
- 2003 - Le Pistolet .... Sophie
- 2002 - La bande du drugstore .... Charlotte Stroemann
- 2002 - À l'abri des regards indiscrets
- 2002 - Vivante .... Isa
- 2001 - Boomer .... Coralie